# Аллен, Рик
Ричард (Рик) Джон Си́рил А́ллен (англ. Richard John Cyril Allen; 1 ноября 1963) — британский музыкант, барабанщик, участник британской рок-группы Def Leppard. Играет на ударных после ампутации левой руки.

## Биография
Рик Аллен родился 1 ноября 1963 года в городе Дронфилд, Великобритания. Ещё с детства будущий музыкант увлекся игрой на барабанах. В возрасте десяти лет он уговорил родителей купить барабанную установку и стал интенсивно заниматься. Уже через полгода он играл со своей первой группой Smokey Blue.
В 15 лет Аллен присоединился к Def Leppard, как раз перед тем как группа подписала контракт. В 1979 году он решил бросить учёбу в школе, чтобы всецело заняться музыкальной карьерой.

### Потеря руки
31 декабря 1984 года Рик Аллен вместе со своей подругой Мириам попали в аварию. Водитель другого автомобиля не давал ему проехать, пытаясь спровоцировать Аллена на состязание в скорости. Не выдержав, музыкант прибавил скорость и не заметил вовремя поворот, врезавшись в стену. Руль в автомобиле Аллена находился слева, что было неудобно при обгоне, учитывая принятое в Великобритании левостороннее движение.
Поскольку музыкант не был пристегнут, при ударе его выбросило из машины, при этом Аллену оторвало левую руку. Жившая неподалёку медсестра оказала Аллену первую помощь и сохранила оторванную руку до приезда скорой. Несмотря на усилия врачей и несколько операций,  Аллен лишился руки.

### Дальнейшая карьера
При поддержке семьи и друзей Рик возобновил тренировки, играя на специально разработанной для него гибридной ударной установке, и остался штатным барабанщиком группы. В 1986 году Def Leppard выступила на рок-фестивале Monsters of Rock.
Аллен является одним из основателей благотворительного проекта Raven Drum Foundation.